# Дильс, Пауль
Павль Дильса (Paul Diels ; 28 декабря 1882, Берлин — 19 февраля 1963, Мюнхен) — немецкий славист и германист. Член Баварской АН, Югославской АН и искусства. Был профессором Пражского, Бреславского (ныне Вроцлавского) и Мюнхенского университетов.

## Биография
В 1945 руководил славистическим отделом Мюнхенского университета.

## Научные труды
Автор грамматики церковнославянского языка, трудов по истории западных и южнославянских языков, со славянской палеографии, общих очерков о славянах. Труды по сравнительной грамматике славянских языков и сравнительной грамматики, славянских и германских языков писал с позиций младограмматизма.

### Основные труды
- Studien zur slavischen Betonung. 1905; -ĕ und -ę der Endungen der slavischen Deklination // Archiv für slavische Philologie. 1914. Bd. 35;
- Die Altpolnischen Predigten aus Heiligenkreuz. 1920; Die Slaven. 1920;
- Altkirchenslavische Grammatik mit einer Auswahl von Texten und einem Wörterbuch. Heidelberg, 1932-34; 1963;
- Die Duma: Das epische Volkslied der Ukraina // Mitteilungen des Schlesischen Gesellschaft für Volkskunde. 1933. Bd. 33;
- Die Duma: Das epische Lied der Kleinrussen // Там же. 1934. Bd. 34; Zur slavisch-germanischen Formenbildung. 1949.